# Lavell Crawford
Lavell Crawford (ur. 11 listopada 1968 w Saint Louis) – amerykański aktor i komik. Odtwórca roli Huella Babineaux w serialach Breaking Bad i Zadzwoń do Saula.
Za rolę w Breaking Bad w 2014 roku otrzymał nagrodę Screen Actors Guild Award w kategorii Najlepszy zespół aktorski w serialu dramatycznym (ang. Outstanding Performance by an Ensemble in a Drama Series). W 2022 roku był nominowany do Nagrody Grammy w kategorii Best Comedy Album za stand-up The Comedy Vaccine.
Grał także m.in. w The Ridiculous 6 oraz epizodycznie w serialach Jess i chłopaki, Super Fun Night, Przereklamowani i U nas w Filadelfii.